# Geografia do Rio Grande do Norte

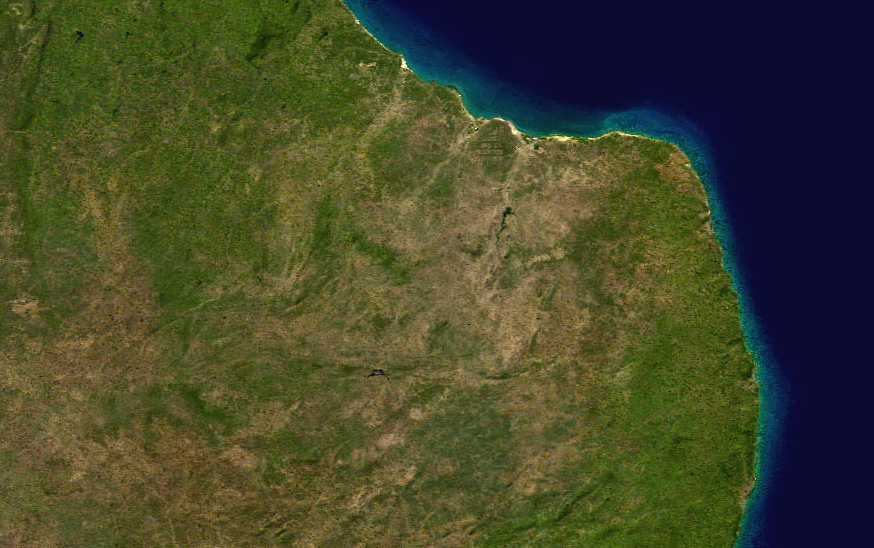
Imagem de satélite da NASA mostrando todo o território do Rio Grande do Norte e da Paraíba, além de parte dos estados do Ceará, Pernambuco e Piauí.

O estado do Rio Grande do Norte é uma das vinte e sete unidades federativas do Brasil, localizado a nordeste da Região Nordeste. É dividido em 167 municípios e faz divisas com o Oceano Atlântico a norte e a leste, o estado da Paraíba a sul e o Ceará a oeste. É o quinto menor estado do Brasil, ocupando uma área territorial de 52 811,047 km², equivalente a 3,42% do Nordeste e 0,62% do Brasil.
Também faz parte do território potiguar o Atol das Rocas, uma reserva biológica marinha no meio do Oceano Atlântico, considerada patrimônio da humanidade pela UNESCO. As distâncias lineares entre os pontos extremos do estado são de 233 km no sentido norte-sul e de 403 km no sentido leste-oeste.
Com mais de três milhões de habitantes, é o décimo sexto estado mais populoso do país. Devido à localização geográfica em território brasileiro, o Rio Grande do Norte é referido como "esquina do continente". É a unidade de federação mais próxima dos continentes africano e europeu. Sua capital é o município de Natal, localizado na região leste do estado.

## Relevo e solos

Mapa físico do Rio Grande do Norte.

Com grande parte do seu território (83%) abaixo trezentos metros de altitude (60% destes abaixo de 200 metros), o relevo do Rio Grande do Norte é formado por planícies principalmente no litoral e por planaltos e depressões no interior.
No litoral, estão localizadas as planícies costeiras, caracterizadas pela existência de dunas e praias entre o mar e os tabuleiros costeiros. As planícies fluviais estão situadas às margens de rios, apresentando terrenos planos e baixos. Próximo ao litoral, encontram-se os tabuleiros costeiros, formações de argila que podem até chegar ao mar. A Chapada da Serra Verde, localizada após os tabuleiros costeiros, possui terras planas e com tendência ligeira à elevação. Em seguida, está localizado o Planalto da Borborema, que se estende, além do Rio Grande do Norte, pelos estados da Paraíba, Pernambuco e Alagoas.
A área de transição entre o Planalto da Borborema e os tabuleiros costeiros caracteriza as chamadas depressões sublitorâneas. A Depressão Sertaneja, formada por terrenos baixos, está situada logo após o Planalto da Borborema. A Chapada do Apodi está situada na região centro-oeste do estado e é constituída por terrenos de maior altitude, próximas aos rios Piranhas/Açu e Apodi/Mossoró, logo após a Depressão Sertaneja. A Serra do Coqueiro, localizado no extremo oeste do estado, no município de Venha-Ver, a uma altitude de 868 metros acima do nível do mar, é o ponto mais alto do Rio Grande do Norte.

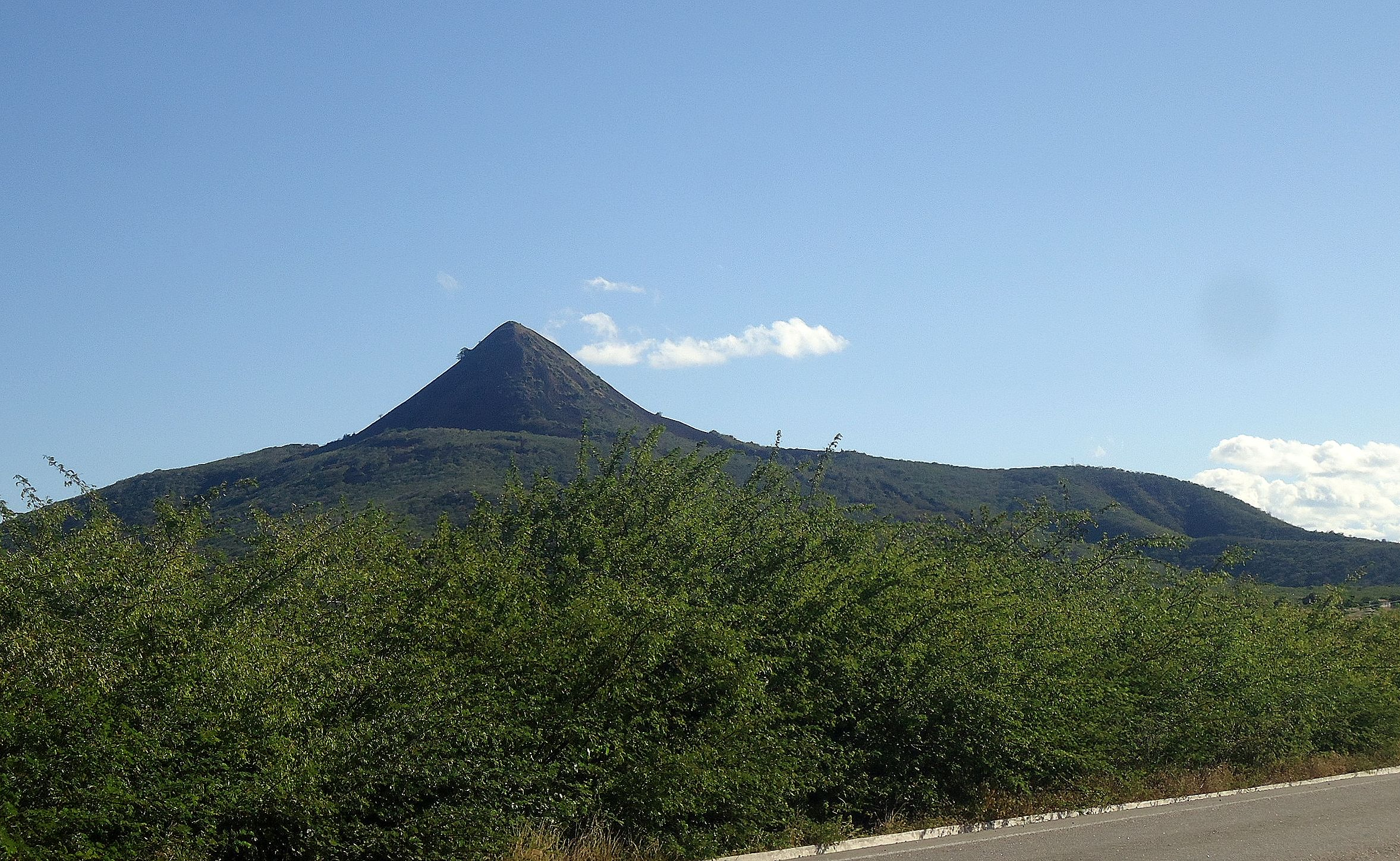
O Pico do Cabugi, no Parque Ecológico do Cabugi, o único vulcão adormecido do território brasileiro que mantém sua forma original

Os solos do território potiguar também variam de região para região. Na faixa litorânea predominam os latossolos, do tipo vermelho amarelo, caracterizados por serem bem drenados, pobres em matéria orgânica, muito ácidos e com mais de um metro de profundidade, além dos neossolos (areias quartzosas, regossolos, solos aluviais e litólicos), que são arenosos, não hidromórficos e também presentes nas margens dos rios. No centro-sul predomina o luvissolo, de acidez moderada, baixa profundidade, ondulado e rico em nutrientes. Na Chapada do Apodi estão os chernossolos, caracterizados pelo seu teor alcalino e pela sua drenagem, que varia entre imperfeita e moderada. Os argissolos, bastante drenados, com baixos teores de matéria orgânica, e com profundidade moderada a alta, são abundantes principalmente na região do Alto Oeste. Nas regiões de relevo plano a muito ondulado estão os cambissolos eutróficos, formados a partir de ação de rochas, bem drenados e com profundidade variável. Outros tipos de solo, presentes em pequenas áreas do estado, são os planossolos e solos de mangue.

## Hidrografia

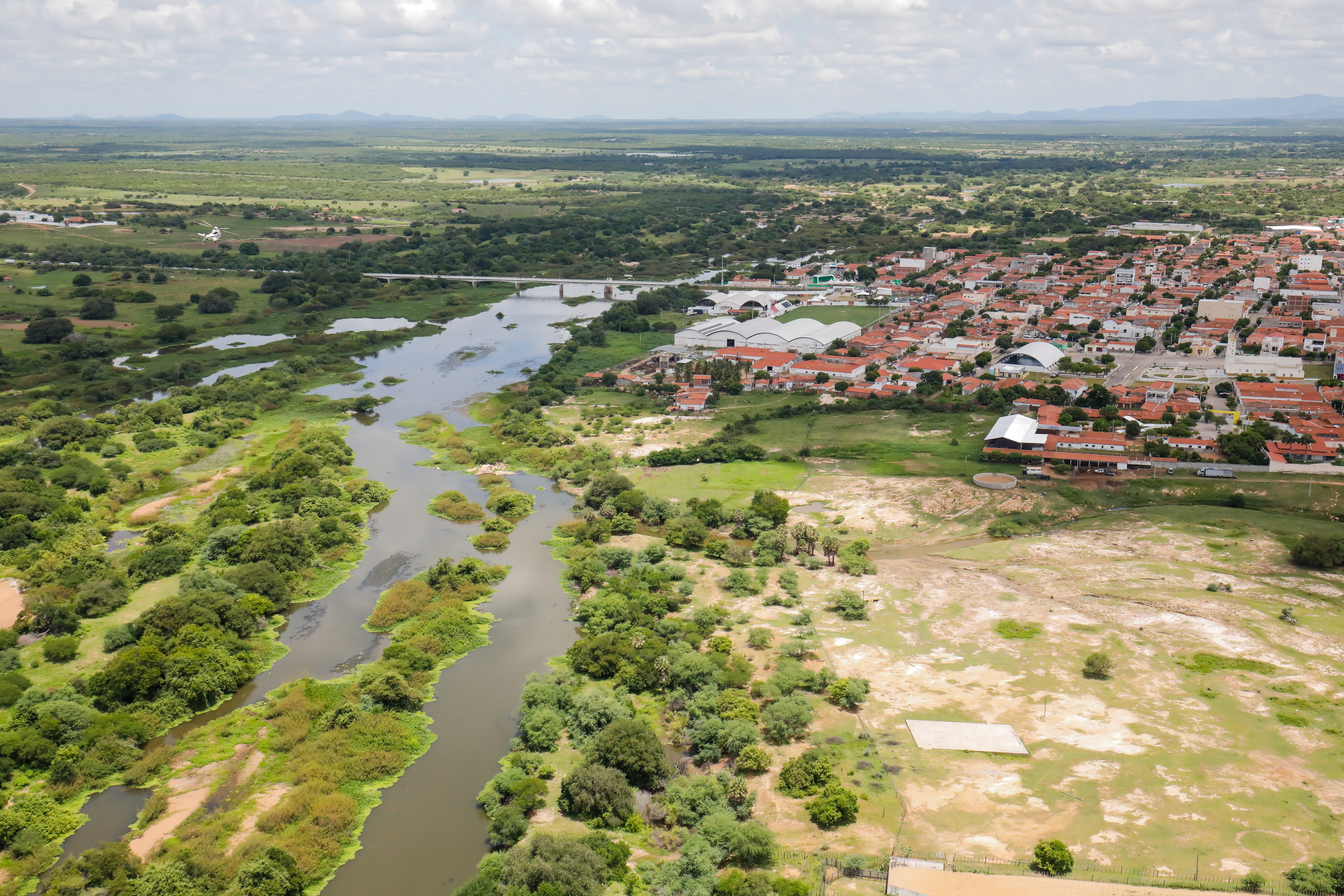
Trecho do Rio Piranhas-Açu em Jardim de Piranhas

O território do Rio Grande do Norte está, inserido, em sua maior parte (88%), em um conjunto de quatorze bacias hidrográficas, sendo Piranhas-Açu a maior delas, cobrindo 32,8% da superfície estadual, seguido pela bacia do rio Apodi-Mossoró, com 26,8%. As demais bacias são: Potengi (7,7%), Trairi (5,4%), Ceará-Mirim (4,9%), Jacu (3,4%), Maxaranguape (1,9%), Curimataú (1,6%), Pirangi (0,9%), Punaú (0,8%), Doce (0,7%), Boqueirão (0,5%), Catu (0,4%) e Guaju (0,3%). Outros 12% estão nas faixas de escoamento norte (10,8%) e leste (1,2%) de escoamento difuso, constituídas por cursos de água menores que fluem diretamente para o oceano e que, diferente das bacias hidrográficas, não possuem uma área de drenagem delimitada pelos divisores de águas.
A hidrografia do Rio Grande do Norte é marcada por rios temporários, que fluem somente na estação das chuvas e desaparecem na estação seca. O Rio Piranhas-Açu é o principal rio do estado e nasce na Serra do Bongá, no município paraibano de Bonito de Santa Fé e, ao entrar em território potiguar pelo município de Jardim de Piranhas, recebe as águas dos rios Espinharas e Seridó. Após passar pela zona urbana de Jucurutu, o rio passa a ser represado pela Barragem Armando Ribeiro Gonçalves até a altura da zona urbana de Itajá, onde fica o vertedouro. O trecho depois da barragem passa a ser chamado de Rio Açu até sua foz no Oceano Atlântico, em forma de estuário, após a cidade de Macau.

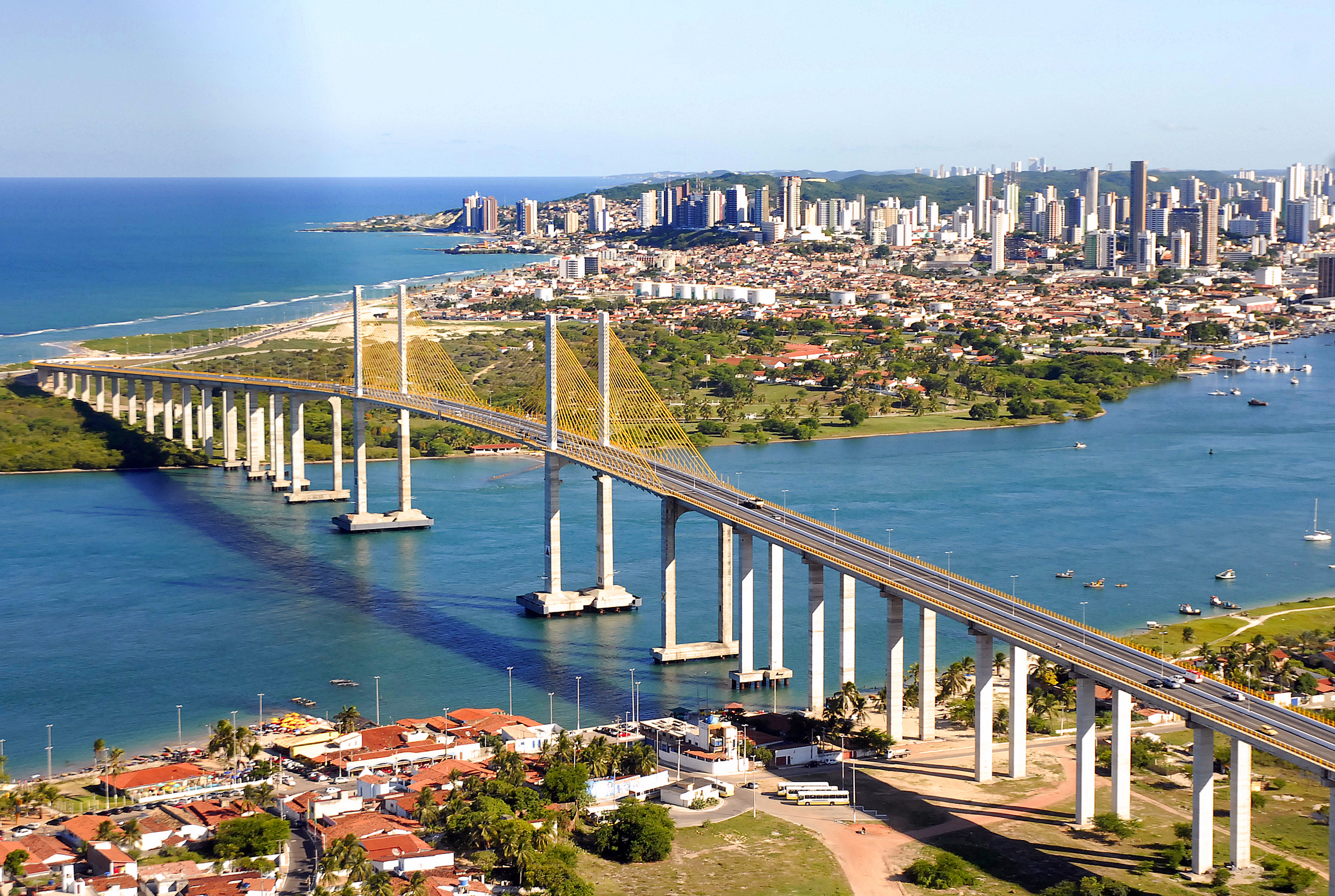
A Ponte Newton Navarro na foz do rio Potengi, em Natal

Em Luís Gomes, na região do Alto Oeste Potiguar, está a nascente do Rio Apodi-Mossoró, o maior rio inteiramente potiguar, com 210 km de extensão. Percorre a região oeste do Rio Grande do Norte, sendo represado pelos açudes Pau dos Ferros e Santa Cruz ao longo do seu curso, e deságua no Atlântico, na divisa entre Areia Branca e Grossos. Outro importante rio potiguar é o Potengi, que nasce em Cerro Corá e, com 176 km, deságua no oceano logo após a Ponte Newton Navarro, em Natal, sendo responsável por separar a zona norte da capital do restante da cidade.
A Barragem Armando Ribeiro Gonçalves, com capacidade total para 2 373 066 510 m³, abrange área dos municípios de Assu, Itajá, São Rafael e Jucurutu. É o maior reservatório do Rio Grande do Norte, responsável pelo abastecimento de mais de trinta municípios, e o segundo do Nordeste. Foi inaugurado em 20 de maio de 1983, tendo sua construção sido iniciada em 1979 com o objetivo de conter enchentes do rio Piranhas-Açu na região do Vale do Açu. O segundo maior reservatório, represado no Rio Apodi-Mossoró, é a Barragem de Santa Cruz, em Apodi, com 599 712 000 m³.
Outros reservatórios com capacidade igual ou superior a 50 000 000 m³ são: Umari, em Upanema (292 813 650 m³); Poço Branco, cujo nome oficial é Açude José Batista do Rego, em Poço Branco (136 000 000 m³); Tabatinga, em Macaíba (89 835 678 m³); Boqueirão, em Parelhas (84 792 119 m³); a Lagoa do Bonfim, em Nísia Floresta (84 268 200 m³); Mendubim, em Assu (77 357 134 m³); Itans, em Caicó (75 839 349 m³); Sabugi, em São João do Sabugi (61 828 970 m³) e Pau dos Ferros, oficialmente Açude Público Dr. Pedro Diógenes Fernandes, em Pau dos Ferros (54 846 000 m³).

## Clima

Mapa climático do Rio Grande do Norte

Devido à sua localização próxima à Linha do Equador, o Rio Grande do Norte é um estado de clima quente, com temperaturas elevadas durante o ano todo, amplitudes térmicas baixas e muitas horas de insolação, além de elevados índices de evaporação. No estado existem dois tipos climáticos: tropical e semiárido. O primeiro acontece no litoral leste, com chuvas mais abundantes e índices pluviométricos superiores a 1 000 mm anuais, enquanto o último domina quase todas as áreas do interior do estado, inclusive o litoral norte.
A pluviosidade é o principal fator determinante do clima do Rio Grande do Norte. As chuvas são mais abundantes nas áreas de clima tropical, porém, no interior, são mais escassas e irregulares, com índices pluviométricos por vezes inferiores e 700 mm/ano, com exceção do Alto Oeste, onde se localiza a "zona serrana do Rio Grande do Norte", que apresenta índices pluviométricos maiores. Na região do sertão norte-riograndense, o principal fator causador de chuvas é a Zona de Convergência Intertropical (ZCIT), no período de fevereiro a maio, enquanto na costa litorânea oriental e em parte do Agreste destaca-se a atuação das ondas de leste, principalmente entre maio e agosto.

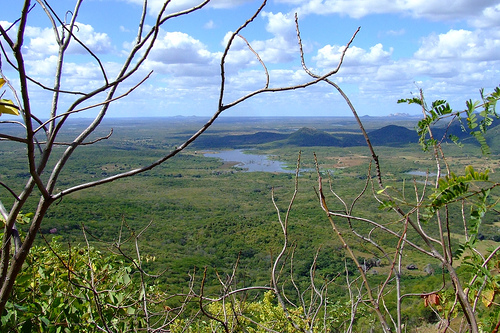
Martins, na região serrana do estado, possui as alcunhas Campos do Jordão do Rio Grande do Norte e princesa serrana, devido a suas temperaturas que podem chegar aos no inverno, em contraste com as regiões vizinhas.

Levando-se em consideração apenas o índice pluviométrico, o clima é tropical chuvoso com verão seco, no litoral sul, com precipitações médias acima dos 1 200 milímetros (mm) anuais; tropical chuvoso com inverno seco no litoral nordeste, nas partes mais elevadas da Serra de João do Vale e na região serrana, onde se situam as serras de Luís Gomes, Martins e Portalegre (800 a 1 200 mm anuais); subúmido seco na Chapada do Apodi e das Serras de Santana, São Bernardo e Serra Negra do Norte (600 a 800 mm); semiárido na região do Vale do Açu, em parte do Seridó e litoral norte do estado, entre São Miguel do Gostoso e Areia Branca (400 a 600 mm); e árido ou semiárido rigoroso, presente em nove municípios potiguares e apresentando os mais baixos índices de precipitação, em torno dos 400 milímetros por ano.
Com 90,6% do seu território localizado na região do Polígono das Secas o Rio Grande do Norte é classificado pelo Instituto Nacional de Meteorologia (INMET) como o segundo mais quente do Brasil, atrás somente do Piauí. Entre os municípios mais quentes do estado estão Caicó (na região do Seridó), Mossoró e Pau dos Ferros (ambas na região oeste).

## Ecologia e meio ambiente
O território norte-riograndense apresenta os seguintes tipos de cobertura vegetal:

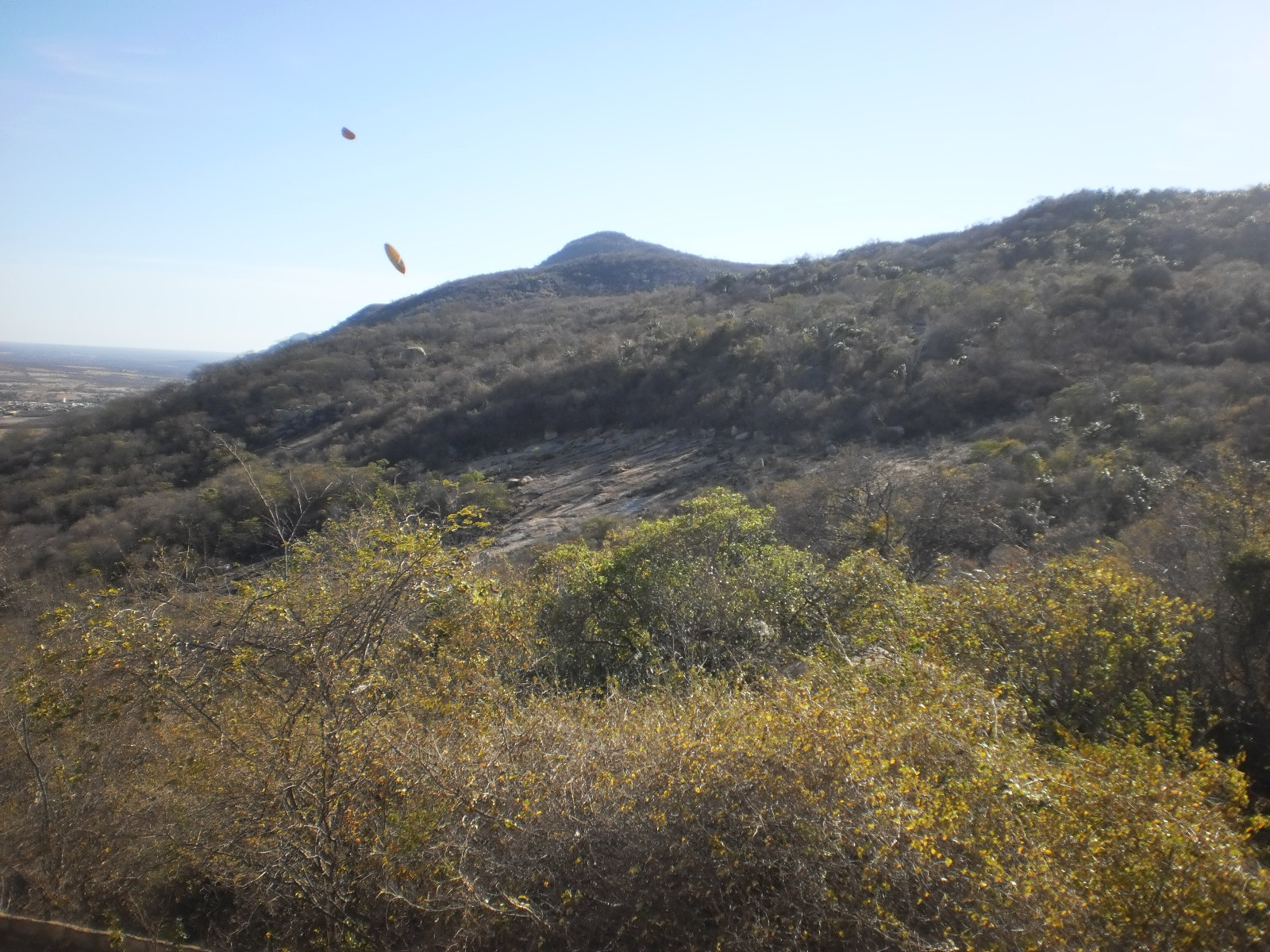
Vegetação da caatinga na Serra do Lima em Patu.

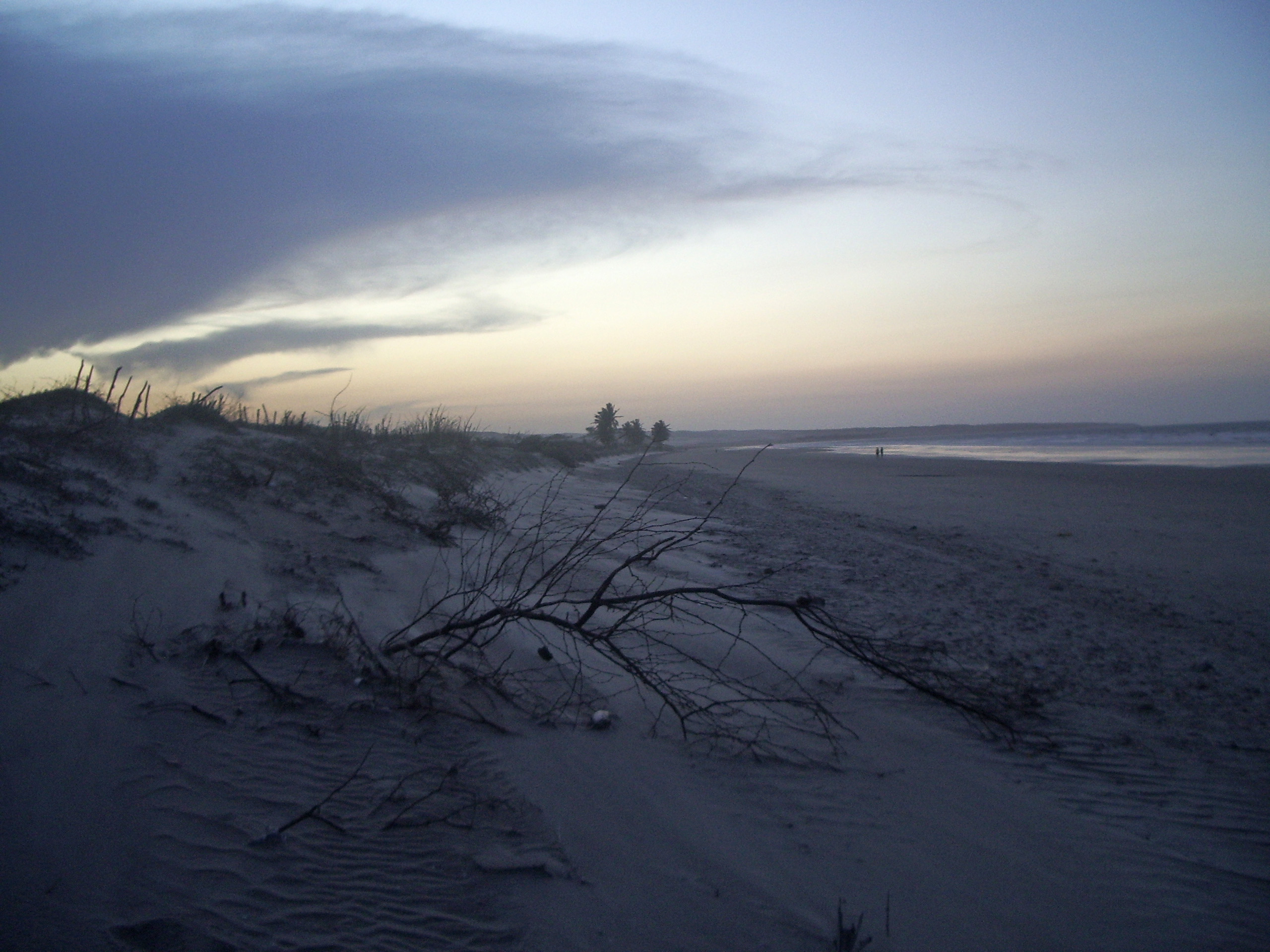
Dunas na praia de Ponta do Mel, município de Areia Branca.

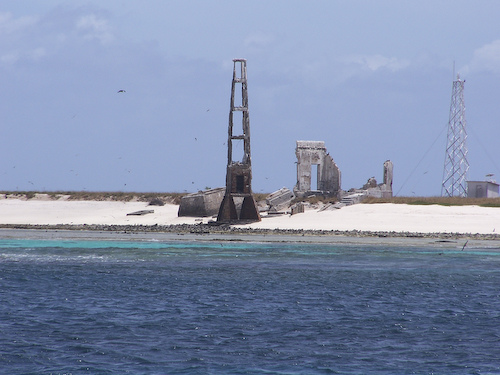
O Atol das Rocas, unidade de conservação federal, é um pequeno arquipélago no Oceano Atlântico considerado Patrimônio Mundial da UNESCO.

- floresta subperenifólia ou floresta ciliar sem carnaúba: são densas, pouco largas e situadas apenas próximo à foz dos principais rios do litoral oriental, sendo uma vegetação de transição entre os manguezais e as florestas decíduas e/ou semidecíduas. No litoral oriental norte, esse é o único tipo de vegetação presente na foz dos principais rios ou, ainda, em lagoas e várzeas. Suas fontes de água estão armazenadas nos lençóis freáticos e nos rios e lagoas;
- floresta subcaducifólia ou floresta decídua: é uma vegetação de transição entre a zona úmida e o sertão, como também nas principais serras do interior do Rio Grande do Norte. Apresenta espécies da Mata Atlântica e da Caatinga, favorecendo sua posição fitogeográfica intermediária;
- caatinga: apresenta-se em duas formas:
  - caatinga hipoxerófila ou caatinga arbustiva: ocupa, com exceção da região do Seridó oriental, toda a região centro-sul do estado, caracterizada principalmente por espécies de plantas cujas folhas desaparecem durante o período sem chuvas;
  - caatinga hiperxerófila: no Rio Grande do Norte, esse tipo de vegetação apresenta-se de três formas. A primeira delas é chamada caatinga arbustivo-arbórea, situadas nas porções mais a norte do estado, com uma vegetação muito densa, mas de forma bastante irregular, apresentando-se, assim como a caatinga hipoxerófila, sem folhas durante a estiagem, formando espécies de moitas. A segunda é a caatinga aberta do Seridó, localizada apenas no seridó oriental, com um estrato herbáceo e arbustos densos e desenvolvidos, que morrem ou perdem suas folhas durante a seca. Por último, a floresta ciliar com carnaúba, que está situada somente próxima às margens do rio Apodi/Mossoró e Piranhas/Açu, os dois principais rios do estado, onde a água está contida principalmente nos lençóis freáticos e a vegetação é mais densa e compacta, de difícil penetração; a carnaubeira é a espécie de planta mais predominante nesse tipo de floresta;
- cerrado: situa-se acima do rio Potengi e nos municípios de Canguaretama e Pedro Velho, onde se apresenta em maior extensão. Seu aspecto de savana é formado por espécies isoladas de árvores, arbustos e, ainda, de moitas que formam um tapete de gramíneas. É conhecido como "vegetação dos tabuleiros costeiros".
- florestas e campos de várzea: é pouco abundante no território potiguar, pois ela ocorre somente em áreas com água doce e com umidade durante o ano inteiro, principalmente nas proximidades de lagoas e rios próximos do litoral;
- formação de praias e dunas: ocupa, em estreita faixa, todo o litoral, com exceção das áreas dos mangues, formando a vegetação das praias e dunas móveis que, juntamente com as dunas fixas, formam um novo tipo de cobertura vegetal denominada restinga. Recebem ventos intensos e são influenciadas pela salinidade.
- formações halófilas ou campos salinos: situam-se nas planícies fluviais e marinhas dos rios Apodi/Mossoró e Piranhas/Açu, onde costumam ser inundadas pela água do mar, sendo, por esse motivo, adaptadas apenas a ambientes com salinidade;
- manguezais: localiza-se nos estuários presentes ao longo do litoral, na foz dos rios, onde a água se apresenta na forma salobra. É um tipo de vegetação importante em virtude das espécies de peixes e crustáceos que o habitam.

Boa parte da vegetação nativa do Rio Grande do Norte foi devastada desde o início da colonização do Brasil, restando hoje apenas uma espécie de vegetação secundária e de menor porte, ligada ao clima, ao relevo e aos solos. Segundo o Instituto de Desenvolvimento Econômico e Meio Ambiente (IDEMA) existiam em 2011 quinze unidades de conservação no estado, sendo quatro delas federais, oito estaduais e três particulares, criadas o objetivo de preservar e conservar a flora, a fauna, os recursos hídricos, as características locais, bem como recuperar ecossistemas degradados e promover o desenvolvimento sustentável.

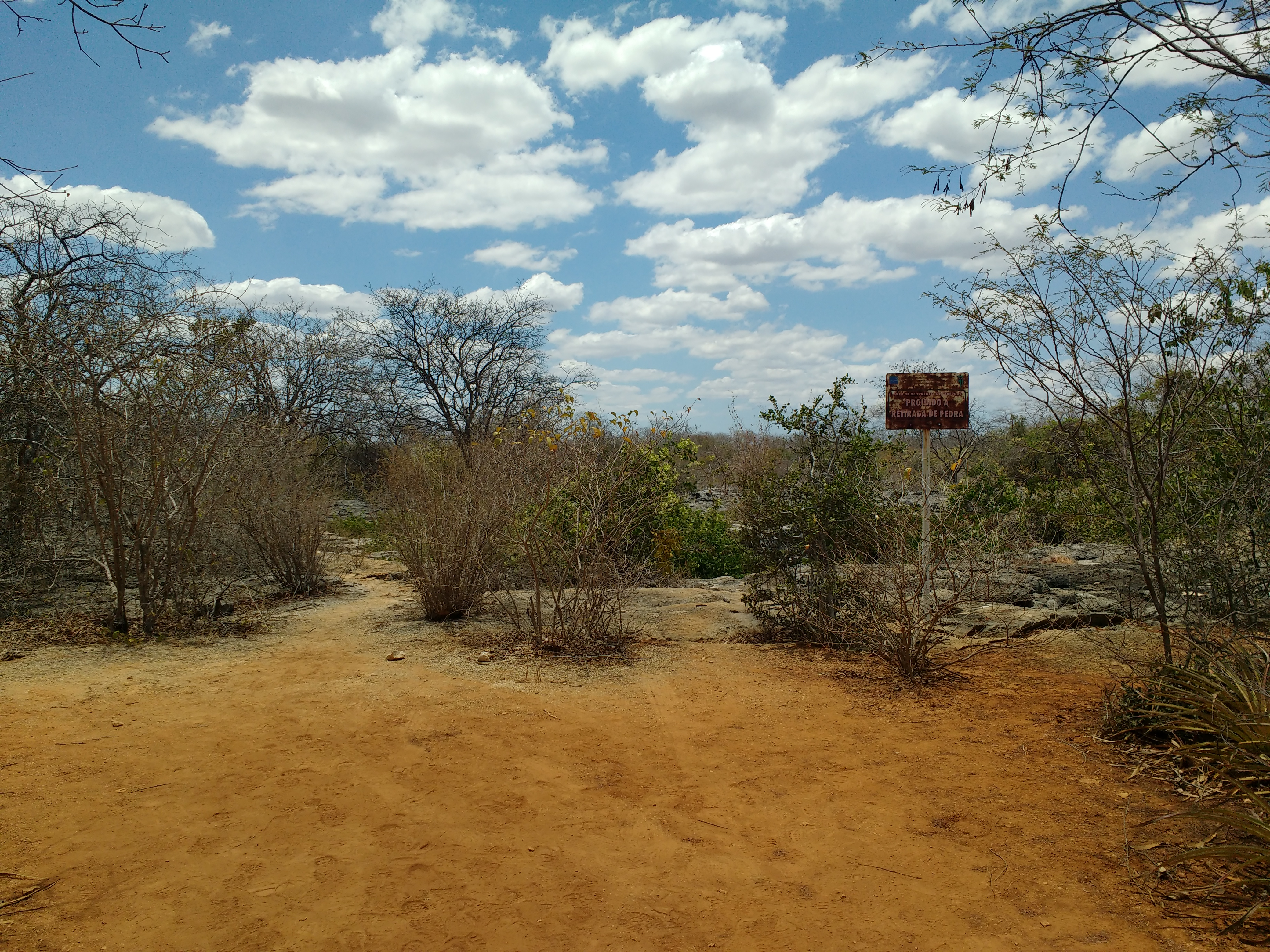
Parque Nacional da Furna Feia, o primeiro parque nacional criado no Rio Grande do Norte.

As unidades de conservação federais são o Atol das Rocas, (a 260 km de Natal) a Estação Ecológica do Seridó (em Serra Negra do Norte), a Flona Açu (em Açu) e a Flona de Nísia Floresta (em Nísia Floresta), além do Parque Nacional da Furna Feia, com uma área de mais de 8,5 mil hectares, localizada nos municípios de Baraúna (maior parte) e Mossoró, e criado em 5 de junho de 2012 por decreto presidencial, às vésperas da realização da Rio+20.
As estaduais são a Área de Preservação Ambiental (APA) Bonfim Guaraíras (entre Arez e Tibau do Sul), a APA Genipabu (em Natal), a APA Piquiri Una (entre Pedro Velho e Canguaretama), a APA Recife dos Corais (em Rio do Fogo), o Parque Ecológico do Cabugi (em Angicos), o Parque Estadual das Dunas (em Natal), o Parque Estadual Florêncio Luciano (em Parelhas) e a Reserva de Desenvolvimento Sustentável Estadual Ponta do Tubarão. A mais recente é o Monumento Natural de Cavernas de Martins, a primeira unidade de conservação implantada no Alto Oeste Potiguar, criada pelo decreto estadual 31 754 de 28 de julho de 2022.
Já as unidades de conservação particulares, com a denominação de Reserva Particular do Patrimônio Natural (RPPN), são as de Mata Estrela (em Baía Formosa, onde se localiza a maior reserva de Mata Atlântica nativa, a beira-mar, ainda preservada no estado), a de Sernativo (em Acari) e a Stossel de Brito (em Jucurutu).

## Litoral

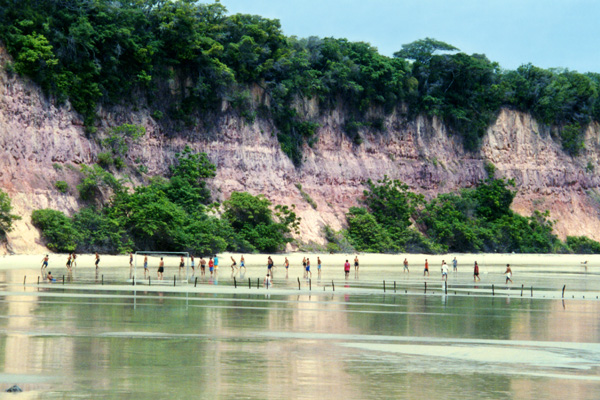
Falésias da Praia de Pipa em Tibau do Sul.

O litoral potiguar é um dos mais famosos e conhecidos do Brasil, com uma extensão aproximada de quatrocentos quilômetros. Importantes atrações turísticas e litorâneas estão localizadas em Natal, litoral sul, Areia Branca e litoral norte.
Em Extremoz, próximo a Natal, o principal destino é Genipabu, cartão-postal mais famoso do Rio Grande do Norte, com imensas dunas, lagoas de água doce, além dos passeios realizados diariamente.
No litoral sul, o ponto mais conhecido é a Praia da Pipa, em Tibau do Sul, descoberta por surfistas na década de 1970, localizada 87 km a sul de Natal, com areia e águas claras e mornas onde, durante a maré, há a formação de piscinas naturais com águas mornas e de bastante apreciação.
No litoral norte, em Areia Branca, localiza-se a Ponta do Mel, praia que reúne serras, barreiras de cor vermelha, além de mares. E, por último, vem a Costa Branca, também no litoral norte potiguar, na divisa com o estado do Ceará, cujo nome provém da enorme quantidade de sal produzida (95% do sal brasileiro).

Panorama da praia de Ponta Negra em Natal, com destaque para o Morro do Careca à direita